# ウィスラー・オリンピック・パーク
ウィスラー・オリンピック・パーク（Whistler Olympic Park）は、カナダブリティッシュコロンビア州のウィスラーに所在するジャンプ競技場。

## 概説

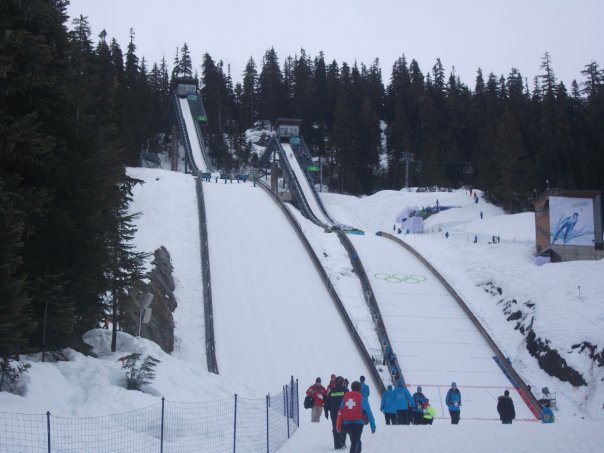
ジャンプ競技場

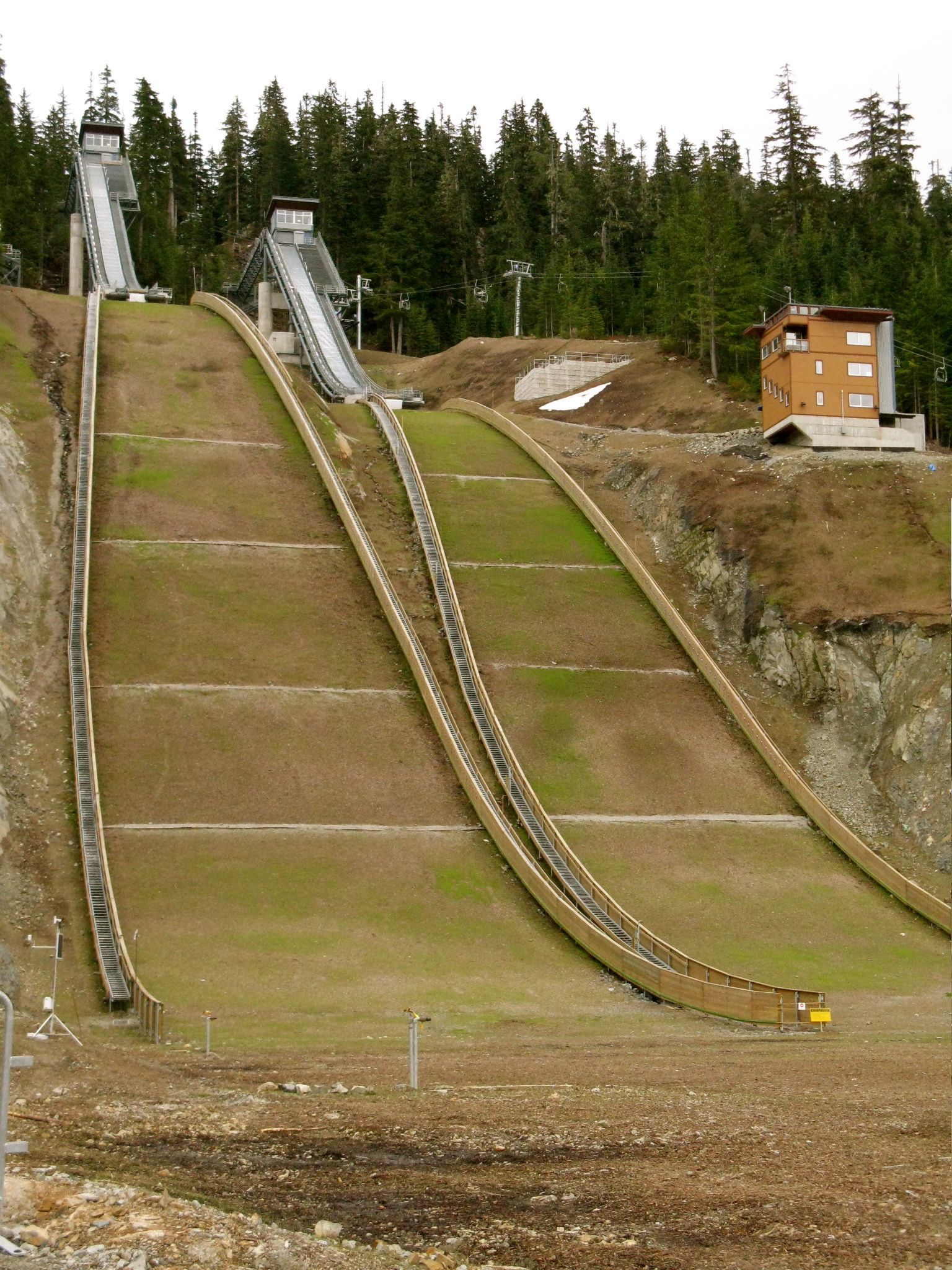
夏の画像

2010年開催のバンクーバー五輪開催を契機に建設。クロスカントリースキーは12000席の仮設スタンドを設けていた。ジャンプ競技場は2つのジャンプ台（HS106mとHS140m）がある。
2008年にオープンし、2009年にはテスト大会が実施。2010年の五輪ではシモン・アマンらが優勝した。